# Gerald Vanenburg
Gerald Mervin Vanenburg (Utrecht, 5 maart 1964) is een voormalig Nederlands voetballer, die na zijn actieve loopbaan een carrière begon als voetbaltrainer.

## Carrière als voetballer
Vanenburg, begon zijn voetbalcarrière bij de Utrechtse volksclub Sterrenwijk. Ook speelde hij voor Elinkwijk om vanaf daar half 1979 over te stappen naar Ajax. Na in het seizoen 1979/80 in de jeugd gespeeld te hebben, werd Vanenburg een vaste contractspeler bij de selectie van Ajax met ingang van het seizoen 1980/81. Na driekwart jaar bankzitter te zijn geweest, speelde Vanenburg zijn eerste wedstrijd in Ajax1. Op 5 april 1981 (op circa driekwart van het seizoen 1980/81, ronde 25 van de 34) debuteerde hij op zeventienjarige leeftijd voor Ajax in een competitieduel tegen FC Den Haag (2-0 thuiszege) onder zijn tweede trainer, interim-trainer Aad de Mos. Zijn eerste twee doelpunten in de competitie maakte Vanenburg op 10 mei 1981 (Ajax-MVV 6-1; de 3-0 en 4-0). Ook scoorde Vanenburg op 28 mei 1981 in de thuis in Amsterdam met 1-3 verloren bekerfinale tegen de dat seizoen 1980/81 superieure landskampioen AZ'67, die tevens UEFA Cup-finalist was. Bij Ajax speelde Vanenburg onder meer samen met Piet Schrijvers, Hans Galjé, Stanley Menzo; Keje Molenaar, Jan Weggelaar, Sonny Silooy, Wim Jansen, Jan Mølby, Frank Rijkaard, Edo Ophof, Piet Wijnberg, Ronald Spelbos, Peter Boeve; Henning Jensen, Frank Arnesen, Ronald Koeman, Winston Haatrecht, Dick Schoenaker, Johan Cruijff, Søren Lerby, Martin van Geel, Felix Gasselich, Arnold Mühren; Tscheu La Ling, John van 't Schip, Wim Kieft, Marco van Basten, John Bosman, Martin Wiggemansen, Piet Hamberg, Jesper Olsen en Rob de Wit. Als trainers maakte Vanenburg Leo Beenhakker, Aad de Mos (interim), Kurt Linder, opnieuw Aad de Mos, het interim-trio Tonny Bruins Slot-Spitz Kohn-Cor van der Hart, en ten slotte Johan Cruijff mee.

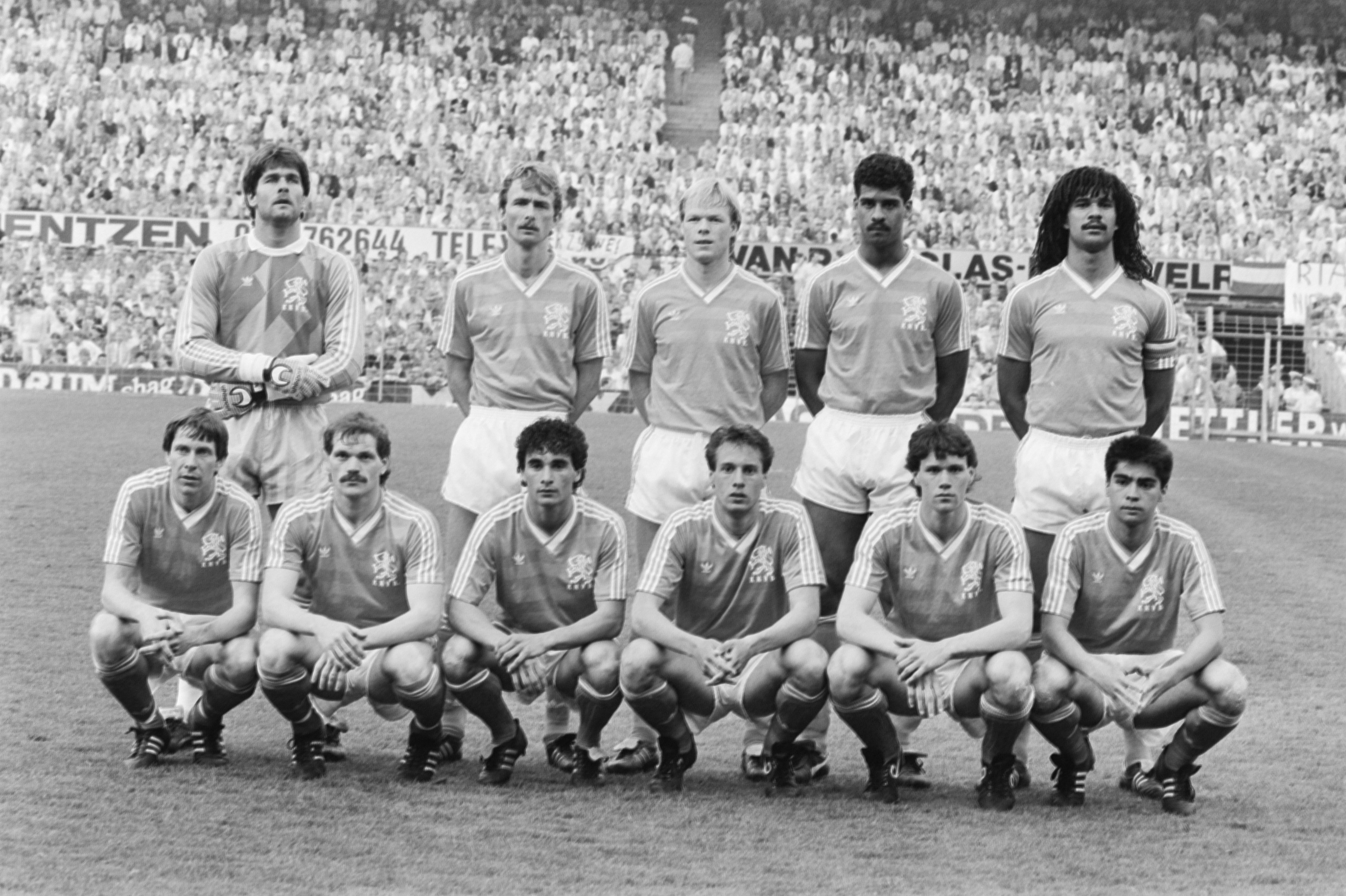
Vanenburg (voor, 3e van links) in het Nederlands elftal (1987)

Het begon halverwege 1981 dat Vanenburg door steeds meer kenners als het grootste talent in Nederland werd gezien. Vanaf het begin van het voetbalseizoen 1981/82 in dat jaar was Vanenburg vrijwel altijd vaste basisspeler. Bij Ajax werd hij beroemd om zijn frivole spel, maar desondanks raakte hij in het seizoen 1985/86 in ongenade bij trainer Johan Cruijff, evenals bij bondscoach Leo Beenhakker.
In de zomer van 1986 maakte hij de overstap naar PSV. Vanenburg kreeg bij PSV een contract voor het leven aangeboden, waarbij hij na zijn voetbalcarrière zou worden opgenomen in de staf van Philips of PSV. Daarbij legde hij een contract dat AS Roma hem aanbood naast zich neer. Hij zei hier later spijt van te hebben gehad. Aanvankelijk had Vanenburg veel succes bij PSV, maar begin jaren 90 bleek de relatie tussen de club en de speler te zijn bekoeld. Het contract werd in 1993 ontbonden en Vanenburg vertrok voor naar Júbilo Iwata, in de net gestarte J. League, waar de Nederlander Hans Ooft trainer was.
In 1996 maakte hij een terugkeer op de Nederlandse velden bij FC Utrecht in zijn geboortestad. Hierna speelde hij nog een seizoen bij AS Cannes, waarna hij zijn carrière afsloot bij TSV 1860 München.
Vanenburg was een zeer technische speler. Net als de meeste technische voetballers in die tijd, deed hij zijn ervaring vooral op met straatvoetbal. Zijn dribbels en bewegingen vormden in 1984 inspiratie voor het maken van de documentaire "Van straat tot stadion.", een film geheel in het teken van Vanenburg. Leo van Veen (ex-speler FC Utrecht 1970-1982 en 1983-1984, Ajax 1982-1983): "Iedere vrije minuut was Gerald op straat te vinden."
Vanenburg vormde in de seizoenen 1984/85 en 1985/86 samen met Marco van Basten en Rob de Wit de voorhoede bij Ajax, die geheel uit Utrechters bestond. Alleen John Bosman, die als 12e speler, en vaak ook als 4e extra spits in de basisopstelling fungeerde, was uit de regio Amsterdam afkomstig (Amstelveen), net als John van 't Schip.
Vanenburg speelde 42 interlands, waarin hij één keer scoorde. Hij maakte als basisspeler deel uit van de selectie van het Nederlands elftal dat in 1988 Europees kampioen werd in Duitsland. Met Ajax werd hij drie keer landskampioen (1981/82, 1982/83, 1984/85), met PSV vijf keer (1986/87, 1987/88, 1988/89, 1990/91, 1991/92). Met PSV won hij in het seizoen 1987/88 de Europacup I voor landskampioenen.

### Clubstatistieken
| Seizoen | Club             | Competitie | wed. | goals |
| ------- | ---------------- | ---------- | ---- | ----- |
| 1980/81 | Ajax             | Eredivisie | 11   | 3     |
| 1981/82 | Ajax             | Eredivisie | 32   | 13    |
| 1982/83 | Ajax             | Eredivisie | 33   | 17    |
| 1983/84 | Ajax             | Eredivisie | 34   | 7     |
| 1984/85 | Ajax             | Eredivisie | 29   | 12    |
| 1985/86 | Ajax             | Eredivisie | 34   | 12    |
| 1986/87 | PSV              | Eredivisie | 34   | 9     |
| 1987/88 | PSV              | Eredivisie | 34   | 11    |
| 1988/89 | PSV              | Eredivisie | 34   | 10    |
| 1989/90 | PSV              | Eredivisie | 21   | 6     |
| 1990/91 | PSV              | Eredivisie | 29   | 11    |
| 1991/92 | PSV              | Eredivisie | 19   | 7     |
| 1992/93 | PSV              | Eredivisie | 28   | 4     |
| 1994    | Júbilo Iwata     | J.League   | 21   | 3     |
| 1995    | Júbilo Iwata     | J.League   | 21   | 1     |
| 1996    | Júbilo Iwata     | J.League   | 22   | 5     |
| 1996/97 | FC Utrecht       | Eredivisie | 9    | 2     |
| 1997/98 | AS Cannes        | Division 1 | 26   | 6     |
| 1998/99 | TSV 1860 München | Bundesliga | 27   | 2     |
| 1999/00 | TSV 1860 München | Bundesliga | 15   | 0     |

## Trainers over Vanenburgs kwaliteiten
Johan Cruijff merkte ooit in het tijdschrift Voetbal International op dat Vanenburg door zijn hoge stem nimmer een leidersrol zou kunnen hebben. In een aflevering van de NOS-documentairereeks Andere Tijden Sport over Vanenburg in 2012 bood Cruijff later zijn excuses aan voor deze opmerking. "Dat was een van de dingen die ik niet had moeten zeggen. Helemaal achteraf heb je daar spijt van. Want je doet iemand tekort en dat hoeft helemaal niet. Je creëert in feite een probleem terwijl dat totaal niet nodig is."
Kees Rijvers, bondscoach van het Nederlands elftal tussen maart 1981 en oktober 1984, merkte eind 1982 op: "Vanenburg voldoet aan het beeld dat ik voor ogen heb."

## Carrière als trainer
Na zijn voetbalcarrière werd hij in 2000 jeugdtrainer bij PSV. Dit zou hij, met twee korte tussenstops in 2001 en 2004, waarin hij assistent- en hoofdtrainer was bij 1860 München, blijven tot 2005.
Op 7 december 2005 ontving Vanenburg het KNVB-diploma Coach Betaald Voetbal. Hierna besloot hij ontslag te nemen bij PSV, om ergens hoofdtrainer te kunnen worden. In het seizoen 2006/07 ging zijn wens in vervulling, toen hij trainer werd van eerstedivisionist Helmond Sport. In februari 2007 werd hij echter ontslagen wegens tegenvallende resultaten. Helmond Sport zou dat jaar afsluiten als 18e in de competitie.
Van 1 januari tot 25 maart 2008 was hij hoofdtrainer bij FC Eindhoven. Vanenburg kreeg een schorsing van vijf wedstrijden van de KNVB-tuchtcommissie naar aanleiding van een klap die hij had gegeven aan FC Emmen-speler Frank Broers. Aangezien de competitie nog slechts enkele wedstrijden zou duren en hij sowieso voornemens was de club aan het einde van het seizoen te verlaten, beëindigde Vanenburg per direct zijn contract. In mei 2008 ging hij kortstondig aan de slag als extra veldtrainer bij Willem II. Op basis van zijn ervaring die hij had opgedaan bij PSV, ging hij bij Willem II de spelers individueel begeleiden.
In augustus 2020 werd hij jeugdtrainer bij Ajax. Hier zou hij circa 3 jaar jeugdtrainer blijven tot en met het einde van het seizoen 2022-2023. De aanstelling van Sven Mislintat als technisch directeur in mei 2023, was reden voor Vanenburg om zijn contract te beëindigen, omdat hij het niet zag zitten in de werkwijze van Mislintat (data en wetenschap in plaats van techniek).

## Erelijst
| Competitie           |        |                                             |      |      |
| Competitie           | Aantal | Jaren                                       |      |      |
| Ajax                 | Ajax   | Ajax                                        | Ajax | Ajax |
| -------------------- | ------ | ------------------------------------------- | ---- | ---- |
| Eredivisie           | 3x     | 1981/82, 1982/83, 1984/85                   |      |      |
| KNVB Beker           | 2x     | 1982/83, 1985/86                            |      |      |
| PSV                  |        |                                             |      |      |
| Continentaal         |        |                                             |      |      |
| Europacup I          | 1x     | 1987/88                                     |      |      |
| Nationaal            |        |                                             |      |      |
| Eredivisie           | 5x     | 1986/87, 1987/88, 1988/89, 1990/91, 1991/92 |      |      |
| KNVB beker           | 3x     | 1987/88, 1988/89, 1989/90                   |      |      |
| Nederlandse Supercup | 1x     | 1992                                        |      |      |

| Competitie | Winnaar   | Winnaar   | Runner-up | Runner-up | Derde     | Derde     |
| Competitie | Aantal    | Jaren     | Aantal    | Jaren     | Aantal    | Jaren     |
| Nederland  | Nederland | Nederland | Nederland | Nederland | Nederland | Nederland |
| ---------- | --------- | --------- | --------- | --------- | --------- | --------- |
| 0 UEFA EK  | 1x        | 1988      |           |           |           |           |

## Privé
Vanenburg werd geboren in Utrecht als zoon van een Surinaamse vader. Zijn oom was de Surinaamse voetballer Roy Vanenburg, die voor SV Transvaal speelde. Vanenburg is tevens een oom van profvoetballer Javairô Dilrosun.
Een van de dochters van Gerald Vanenburg, Phillis Vanenburg, is tennisster en speelde onder andere als junior op het Australian Open. Een andere dochter, Jaimy, overleed in 2024 op 32-jarige leeftijd.